# 송금란
송금란(1965년 10월 18일~)은 대한민국의 배우이다.
1986년 영화 《외계에서 온 우뢰매 2》로 데뷔하였고 1987년 영화 《다섯 사람들》에 출연하였으며 1990년 영화 《이제 그 여자는 여기 살지 않는다》에 출연한 것을 끝으로 은퇴하였다.

## 출연

### 방송

#### 예능
- 2018년 채널A 《아빠본색》 - 출연자(박학기, 박승연, 박정연과 함께 출연)

### 영화
- 1986년 《외계에서 온 우뢰매 2》 - 데일리 역
- 1987년 《다섯 사람들》
- 1990년 《이제 그 여자는 여기 살지 않는다》 - 이브 역